# سمت (ستاره‌شناسی)

سمت (Azimuth)، زاویهٔ بین نقطهٔ مبدأ شمال (N) و خطی‌ست که از ناظر (Observer) به تصویر جرم آسمانی مورد نظر (Star) بر صفحهٔ افق (Horizon) ترسیم می‌شود.

سَمْت ، سوگان یا آزیموت (به انگلیسی: Azimuth) در ستاره‌شناسی یک زاویهٔ اندازه‌گیری در دستگاه مختصات کروی و به‌خصوص دستگاه مختصات سماوی است. این کمیت در کنار ارتفاع، دو مؤلفهٔ لازم برای مشخص کردن مختصات یک جرم در دستگاه مختصات افقی است. 
- در رشته نقشه برداری آزیموت یک امتداد یعنی زاویه شمال با آن امتداد در جهت حرکت عقربه‌های ساعت.[۲]

سمت، زاویهٔ جدایی پای عمود جرم سماوی بر افق نسبت به شمال بر حسب ۳۶۰ درجه است. سمت شمال صفر درجه، شرق ۹۰ درجه، جنوب ۱۸۰ درجه و غرب ۲۷۰ درجه است. دوایر سمت از نقطه پاسو و سرسو می‌گذرند. ارتفاع سماوی دوایر موازی با افق هستند که بر دوایر سمت عموداند. 
برداری از سوی ناظر به سوی نقطهٔ مورد نظر به شکل عمودی به زمین مرجع امتداد یافته و رسم می‌شود. زاویه بین نقطهٔ شمالی و بردار رسم شده بر روی سطح مرجع، زاویهٔ سمت نامیده می‌شود.
یک نمونه در این مورد اندازه‌گیری موقعیت یک ستاره در آسمان می‌باشد. ستاره یک نقطهٔ مورد نظر است و سطح مرجع افقی، سطح دریا می‌باشد. سمت، زاویه میان نقطه شمالی و طرح عمودی ستاره بر سطح افق است.
سمت معمولاً به صورت درجه اندازه‌گیری می‌شود. این مفهوم در بسیاری از کارهای عملی مانند دریانوردی، ستاره‌شناسی، نقشه‌برداری، مین‌گذاری و توپخانه‌ها کاربرد دارد.